# Брендон Лі
Брендон Лі (англ. Brandon Bruce Lee; 1 лютого 1965 — 31 березня 1993) — американський актор.

## Біографія
Брендон Лі народився 1 лютого 1965 року у місті Окленд, штат Каліфорнія. Батько Брюс Лі, мати Лінда Лі Кадвелл. Брюс Лі навчав сина кунг-фу з трьох років, а до п'яти років Брендон вже ходив на руках. Коли батько помер, Брендону Лі було всього лише 8 років. Мати відвезла Брендона і його сестру Шеннон в Америку, де вони жили спочатку в Сіетлі, а потім в Каліфорнії. За неприпустиму поведінку Брендона Лі двічі відраховували зі школи. Він вчився на актора в бостонському коледжі Емерсона, а також осягав тонкощі акторської майстерності в нью-йоркському інституті Лі Страсберга.
Знявся у таких фільмах, як «Біглий вогонь» (1992), «Розбірки у маленькому Токіо» (1991) і «Ворон» (1994).
У 25 років Брендон почав зустрічатися із брюнеткою Елізою Гаттон (Eliza Hutton), помічником режисера. Закохався в неї з першого погляду. Коли у сценаріях фільмів були любовні сцени, просив режисерів не експериментувати. Пояснював, не уявляє поряд із собою нікого іншого, окрім своєї Елізи. Так само було із фільмом «Ворон».

## Загибель
Брендон Лі трагічно загинув 31 березня 1993 року, у віці 28 років під час зйомок фільму «Ворон». Згідно із сюжетом, його персонаж рятував свою наречену, яку намагалися зґвалтувати кілька злочинців. Під час бійки головний із ґвалтівників намагався зробити постріл із револьвера. Цю сцену знімали з двох дублів та ракурсів. Спочатку було продемонстровано барабан револьвера, який було заряджено фіктивним набоєм, муляжем. Для цього було використано деактивовані бойові набої, у яких було залишено лише капсуль, гільзу та кулю. Другий ракурс демонстрував сам постріл. Для цього було використано холості набої, у яких був порох, але відсутні будь-які елементи враження (куля, дріб тощо). Під час вилучення набоїв-муляжів з барабану в одного з них відвалилася куля (хтось з технічного персоналу забув деактивувати капсуль в муляжі, який виготовляли зі справжнього бойового набою 44 Magnum, тому при натиску на спусковий гачок детонації капсулю вистачило, щоб виштовхнути кулю в ствол), яка залишилася в cтволі револьвера. Під час пострілу комбінація холостого набою з порохом та кулею в стволі фактично перетворилася на бойовий постріл. Куля пройшла через черевну порожнину й застрягла біля хребта, що стало відомо згодом.. Лі одразу доставили в Регіональний медичний центр Нью-Ганновера в Вілмінгтоні. Протягом п’яти годин, які Лі провів на столі, хірурги намагалися відновити значні судинні та кишкові пошкодження та зупинити кровотечу, яка була настільки сильною, що зрештою Лі перелили еквівалент повного запасу крові для п’яти дорослих чоловіків. Причиною смерті стала дисемінована внутрішньосудинна коагулопатія — простіше кажучи, нестримна внутрішня кровотеча, викликана незгортанням крові.
Брендона Лі поховано поруч із його батьком на кладовищі «Лейк-В'ю» в Сіетлі.

## Фільмографія

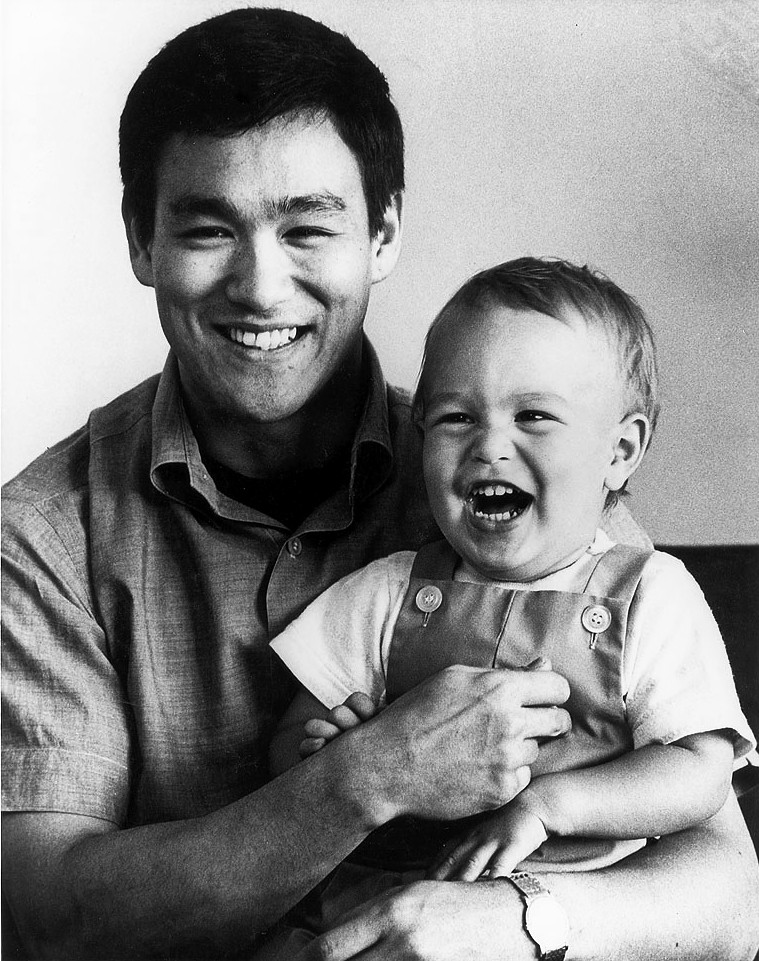
1966

| Рік  |    | Українська назва            | Оригінальна назва        | Роль          |
| ---- | -- | --------------------------- | ------------------------ | ------------- |
| 1985 | ф  | Злочинний кілер             | Crime Killer             | гангстер      |
| 1986 | ф  | Підставлений                | Long zai jiang hu        | Брендон Ма    |
| 1986 | тф | Кунг-фу: Кіноверсія         | Kung Fu: The Movie       | Чунг Ван      |
| 1987 | с  | Літній театр                | CBS Summer Playhouse     | Джонні Кейн   |
| 1988 | с  | Охара                       | Ohara                    | Кенджи        |
| 1989 | ф  | Операція «Лазер»            | Laser Mission            | Майкл Голд    |
| 1991 | ф  | Розбірки у маленькому Токіо | Showdown in Little Tokyo | Джонні Мурата |
| 1992 | ф  | Швидкий вогонь              | Rapid Fire               | Джейк Ло      |
| 1994 | ф  | Ворон                       | The Crow                 | Ерік Дрейвен  |